# Cephalobyrrhus japonicus
Cephalobyrrhus japonicus är en skalbaggsart som beskrevs av Champion 1925. Cephalobyrrhus japonicus ingår i släktet Cephalobyrrhus och familjen lerstrandbaggar. Inga underarter finns listade i Catalogue of Life.